# Divadlo Minaret
Divadlo Minaret je profesionální činoherní divadlo pro děti a mládež. Vzniklo v roce 1994. V současné době[kdy?] má v repertoáru už 13 pohádkových titulů a jeden pro mládež od dvanácti let. Hraje pravidelně o víkendech v Redutě v Praze 1 na Novém Městě (Národní 20) a několikrát měsíčně podniká zájezdy. Soubor je složen z přibližně dvaceti herců a ředitelem je Luděk Jiřík, herec a lektor Městského divadla v Mladé Boleslavi. 

## Historie
Divadlo Minaret vzniklo v roce 1994, kdy vytvořilo svou první inscenaci, Ionescovu Lekci. Ve svých začátcích účinkovalo zejména v Divadélku U Panáků na Letné, poté se stálou scénou Minaretu na tři sezóny stal Klub Lávka na Praze 1. Od sezóny 2002/2003 pravidelně uvádí svá víkendová představení v klubu Reduta. Soubor vystupuje od září do června a během jedné sezóny odehraje více než jedno sto představení. Vedle vystupování v Praze a zájezdů po Čechách a Moravě se účastní také festivalů (např. Mezi ploty, Týden duševního zdraví). Minaret za dobu své existence vytvořil třináct pohádkových inscenací, které se hrají nejen na pražských scénách, ale i v dalších městech českých a moravských.
Divadlo Minaret pořádá (od r. 1995) herecké kurzy pro děti od 10 do 18 let ve svých Divadelních studiích, jak v Praze, tak i v Mladé Boleslavi.

## Repertoár
Pro děti (od tří let) má Minaret na repertoáru třináct inscenací:
- Tři veselá prasátka – anglická národní pohádka s písničkami Jaromíra Nohavici
- O Rusalce – poetická pohádka o lásce s hudbou Antonína Dvořáka
- Skřítci v údolí – lesní pohádka o skřítcích a skutečném kamarádství
- Stvoření světa – veselá pohádka o vzniku Země i člověka
- O chaloupce z perníku – mravoučná pohádka o mlsné ježibabě
- Myšáci jsou rošťáci – současná pohádka o potrestaném kocourovi
- Kominíkovo štěstí – česká lidová zpěvohra o lásce a řemeslech
- Strašidla v Čechách – rozpustilá pohádka o rodině duchů
- Putování do Betléma – příběh o narození Ježíška se známými koledami
- Kouzelný les – pohádka o zázračných housličkách s hudbou Vladimíra Franze
- Svět hraček – současná pohádka o hračkách vytoužených i odložených
- Pohádkový minaret – ztřeštěná pohádka o setkání postav z nejrůznějších pohádek
- Duhový hrad – interaktivní pohádka pro pět smyslů a šest barev

Pro děti a mládež od 12 let:
- Démoni současnosti – tragikomedie o nástrahách dnešního světa.

## Soubor

### Umělecké vedení
Ředitelem a režisérem Divadla Minaret je Luděk Jiřík, který je zároveň hercem a lektorem Městského divadla Mladá Boleslav, dramaturgii zajišťuje Renata Nechutová. Dalšími režiséry jsou absolventi DAMU Tran Q. Hung a Petr Hruška. Tvůrčí tým Divadla Minaret je poměrně stálý (scénograf Adam Pitra, choreografka Eva Velínská, hudebník Petr Malásek, Vladimír Franz a Lubor Šonka, mim Jiří Kaftan, grafička Dana Volfová, výtvarnice Ivana Křivánková a další).

### Herci a herečky
Soubor Divadla Minaret tvoří přibližně 20 herců: Martin Hejný, Milan Ligač, Petr Halíček, Radek Valenta, Luděk Jiřík, Marek Jína, Radim Jíra, Renata Nechutová, Luděk Kanda, Karolína Krejčová, Veronika Koloušková, Dáša Kouřilová, Pavlína Kotrbatá, Lenka Vahalová, Petr Prokeš, Eliška Srnská, Eva Radilová, Eva Miškovič, Nikola Valová, Ondřej Brejcha.